# Liste der Baudenkmäler in Ellgau
Auf dieser Seite sind die Baudenkmäler in der schwäbischen Gemeinde Ellgau zusammengestellt. Diese Tabelle ist eine Teilliste der Liste der Baudenkmäler in Bayern. Grundlage ist die Bayerische Denkmalliste, die auf Basis des Bayerischen Denkmalschutzgesetzes vom 1. Oktober 1973 erstmals erstellt wurde und seither durch das Bayerische Landesamt für Denkmalpflege geführt wird. Die folgenden Angaben ersetzen nicht die rechtsverbindliche Auskunft der Denkmalschutzbehörde.

## Baudenkmäler
| Lage                      | Objekt                                  | Beschreibung | Akten-Nr.             | Bild                                    |
| ------------------------- | --------------------------------------- | --- | --------------------- | --------------------------------------- |
| Hauptstraße 44 (Standort) | Alte katholische Pfarrkirche St. Ulrich | jetzt Annex des Neubaus von 1993–94, Saalbau mit eingezogenem Chor und östlichem, turmartigem Dachreiter mit Zwiebelhaube, Langhaus und Chor Mitte 15. Jahrhundert, Umgestaltung 1766; mit Ausstattung. | D-7-72-136-1 Wikidata | Alte katholische Pfarrkirche St. Ulrich |
| Zum Lech 1 (Standort)     | Ehemaliges Schloss                      | zweigeschossiger Satteldachbau mit Zwerchhaus, um 1870. | D-7-72-136-2 Wikidata | Ehemaliges Schloss                      |